# Christo van Rensburg
Christo van Rensburg (Uitenhage, 23 ottobre 1962) è un ex tennista sudafricano.

## Carriera
In singolare ha vinto due titoli ATP ed ha raggiunto gli ottavi di finale in tutti gli Slam tranne a Parigi. Nel doppio ottiene risultati migliori, riesce infatti a vincere venti tornei, a raggiungere la quinta posizione mondiale e a conquistare il titolo durante gli Australian Open 1985 insieme a Paul Annacone.
In Coppa Davis ha giocato un totale di sette match con la squadra sudafricana vincendoli tutti.

## Statistiche

### Singolare

#### Vittorie (2)
| Numero | Data             | Torneo                            | Superficie  | Avversario in finale | Punteggio     |
| 1.     | 22 marzo 1987    | Verizon Tennis Challenge, Orlando | Cemento     | Jimmy Connors        | 6-3, 3-6, 6-1 |
| 2.     | 19 novembre 1989 | ATP Johannesburg, Johannesburg    | Cemento (i) | Paul Chamberlin      | 6-4, 7-6, 6-3 |

### Doppio

#### Vittorie (20)
| Numero | Data | Torneo                                          | Superficie  | Compagno         | Avversari in finale              | Punteggio          |
| 1.     | 1983 | ATP Cleveland, Cleveland                        | Cemento     | Mike Myburg      | Francisco González Matt Mitchell | 7–6, 7–5           |
| 2.     | 1984 | Medibank International, Sydney                  | Erba        | Paul Annacone    | Tom Gullikson Scott McCain       | 7–6, 7–5           |
| 3.     | 1985 | Miami Masters, Delray Beach                     | Cemento     | Paul Annacone    | Sherwood Stewart Kim Warwick     | 7–5, 7–5, 6–4      |
| 4.     | 1985 | Atlanta Open, Atlanta                           | Sintetico   | Paul Annacone    | Steve Denton Tomáš Šmíd          | 6–4, 6–3           |
| 5.     | 1985 | SAP Open, San Francisco                         | Sintetico   | Paul Annacone    | Brad Gilbert Sandy Mayer         | 3–6, 6–3, 6–4      |
| 6.     | 1985 | ATP Johannesburg, Johannesburg                  | Cemento     | Colin Dowdeswell | Amos Mansdorf Shahar Perkiss     | 3–6, 7–6, 6–4      |
| 7.     | 1985 | Australian Open, Melbourne                      | Erba        | Paul Annacone    | Mark Edmondson Kim Warwick       | 3–6, 7–6, 6–4, 6–4 |
| 8.     | 1986 | ATP Johannesburg, Johannesburg                  | Cemento     | Mike De Palmer   | Andrés Gómez Sherwood Stewart    | 3–6, 6–2, 7–6      |
| 9.     | 1987 | Miami Masters, Key Biscayne                     | Cemento     | Paul Annacone    | Ken Flach Robert Seguso          | 6–2, 6–4, 6–4      |
| 10.    | 1987 | Chicago Grand Prix, Chicago                     | Sintetico   | Paul Annacone    | Mike De Palmer Gary Donnelly     | 6–3, 7–6           |
| 11.    | 1989 | RMK Championships, Memphis                      | Cemento (i) | Paul Annacone    | Scott Davis Tim Wilkison         | 7–6, 6–7, 6–1      |
| 12.    | 1989 | U.S. Pro Indoor, Filadelfia                     | Sintetico   | Paul Annacone    | Rick Leach Jim Pugh              | 6–3, 7–5           |
| 13.    | 1990 | Swiss Indoors, Basilea                          | Cemento (i) | Stefan Kruger    | Neil Broad Gary Muller           | 4–6, 7–6, 6–3      |
| 14.    | 1990 | Tel Aviv Open, Tel-Aviv                         | Cemento     | Nduka Odizor     | Ronnie Båthman Rikard Bergh      | 6–3, 6–4           |
| 15.    | 1993 | ATP Osaka, Osaka                                | Cemento     | Mark Keil        | Glenn Michibata David Pate       | 7–6, 6–3           |
| 16.    | 1993 | Campbell's Hall of Fame Championships, Newport  | Erba        | Javier Frana     | Byron Black Jim Pugh             | 4–6, 6–1, 7–6      |
| 17.    | 1994 | U.S. Men's Clay Court Championships, Birmingham | Terra rossa | Richey Reneberg  | Brian MacPhie David Witt         | 2–6, 6–3, 6–2      |
| 18.    | 1995 | ATP Buenos Aires, Buenos Aires                  | Terra rossa | Vincent Spadea   | Jiří Novák David Rikl            | 6–3, 6–3           |
| 19.    | 1996 | Verizon Tennis Challenge, Atlanta               | Terra verde | David Wheaton    | Bill Behrens Matt Lucena         | 7–6, 6–2           |
| 20.    | 1996 | ATP Bologna Outdoor, Bologna                    | Terra rossa | Brent Haygarth   | Karim Alami Gábor Köves          | 6–1, 6–4           |